# Webster Young
Webster English Young (Columbia, 3 december 1932 - Vancouver, 13 december 2003) was een Amerikaanse jazzmuzikant (trompet, kornet).

## Biografie
Young noemde de in 1943 ontstane verfilming van de musical Cabin in the Sky als eerste inspiratie om serieus een aanvang te maken met muziek. Volgens eigen zeggen zou hij Louis Armstrong hebben overtuigd om hem onderricht te geven op de trompet, voordat hij in de kringen van verschillende marsbands en blaasorkesten een in nauwere zin pertinente muziekopleiding kreeg.
Toen in de tweede helft van de jaren 1940 met de bebop de moderne jazz bekend begon te worden over zijn plaats van herkomst in New York, nam Young het spel van Dizzy Gillespie als voorbeeld. Zijn feitelijke carrière als beroepsmuzikant begon na afsluiting van zijn militaire diensttijd, die hij uitdiende tijdens de Koreaanse oorlog. Na zijn terugkeer in de Verenigde Staten toerde Young eerst met verschillende jazz- en rhythm-and-blues-bands (waaronder die van Hampton Hawes en Lloyd Price), voordat hij zich op aanraden van Miles Davis vestigde in New York.
In de jazzmetropool speelde hij spoedig met ervaren muzikanten als Lester Young (niet verwant), Bud Powell, Jackie McLean en John Coltrane. Het jaar 1957 markeerde een hoogtepunt in Youngs carrière, voor zover hij in zijn verloop een groot gedeelte van de opnamen opnam, waardoor zijn naam tot heden in de jazzgeschiedenis aanwezig is. Hiertoe tellen de blowing sessions, waaruit later albums als McLeans Makin' the Changes, Ray Drapers Tuba Sounds en Coltranes Interplay for Two Trumpets and Two Tenors samengesteld werden. Als eerbetoon aan de zangeres Billie Holiday was For Lady bedacht, waarop Young is te horen met o.a. Paul Quinichette, Mal Waldron en Ed Thigpen.
Een soortgelijk eerbetoon-album met de titel Webster Young Plays The Miles Davis Songbook uit 1961 telt als de artistiek meest geslaagde opname van de trompetter, die daarna nauwelijks nog platen opnam. Op het podium bleef hij daarentegen vervolgens verder actief, waarbij hij, zoals al in de vroege jaren van zijn carrière, zowel met r&b-acts als Ike & Tina Turner alsook met jazzgrootheden als Dexter Gordon was te horen.
In 1965 keerde Young terug naar Washington D.C., waar hij de meeste tijd van zijn jeugd had doorgebracht. Hier was hij overwegend bezig in de muziekopleiding. Zo doceerde hij o.a. aan de University of the District of Columbia en leidde hij de D. C. Music Center Jazz Workshop Band. Tijdens de jaren 1980 onderbrak hij deze bezigheden nu en dan om met de Nederlandse pianist Rein de Graaff een tournee door verschillende landen van Europa af te werken.
In 2002 trok Young zich definitief terug uit de muziekbusiness en vertrok hij naar Portland.

## Overlijden
Webster Young overleed in december 2003 op 71-jarige leeftijd aan de gevolgen van een hersentumor.
- Bibliothèque nationale de France: cb14240901q (data)
- Gemeinsame Normdatei: 1247774287
- International Standard Name Identifier: 0000 0000 5483 946X
- Library of Congress Control Number: nr97033966
- MusicBrainz: 643ce9c2-be6e-4140-a2df-ddbb5922a899
- Système universitaire de documentation: 156660415
- Virtual International Authority File: 37128465
- WorldCat: E39PBJbGXmXWDMt3Fx6CtYFVG3